# Bairisch Kölldorf
Bairisch Kölldorf là một đô thị thuộc huyện Feldbach trong bang Steiermark, nước Áo. Đô thị Bairisch Kölldorf có diện tích 6,34 km², dân số cuối năm 2005 là 280 người.